# Bazilika San Petronio, Bologna
Bazilika San Petronio je manjša bazilika in cerkev nadškofije Bologna v Bologni, Emilija – Romanja, severna Italija. Dominira na trgu Piazza Maggiore. Bazilika je posvečena zavetniku mesta, svetemu Petroniju, ki je bil bolonjski škof v 5. stoletju. Gradnja se je začela leta 1390 in njena glavna fasada je od takrat ostala nedokončana. Poslopje je leta 1929 iz mesta prešlo v last škofije; bazilika je bila dokončno posvečena leta 1954. Šele od leta 2000 je sedež relikvij bolonjskega zavetnika; do takrat so jih hranili v cerkvi sv. Štefana v Bologni

## Zgodovina
Leta 1388 je Consiglio Generale dei Seicento pripravil gradnjo cerkve kot meščanskega templja. Da bi naredili prostor za cerkev, so porušili sosednjo kurijo Sancti Ambrosii, skupaj z večino enega od mestnih četrti, vključno z najmanj osmimi cerkvami in stolpi. Prvi kamen za gradnjo je bil položen 7. junija 1390 pod nadzorom arhitekta Antonia di Vincenza. Dela so trajala več stoletij: po dokončanju prve različice fasade so leta 1393 začeli graditi prvi par stranskih kapel. Serija je bila dokončana šele leta 1479.
Tretja traveja je bila zgrajena v letih 1441–1446. Njeno gradnjo je zavlačeval kardinal Baldassarre Cossa, ki je prodal gradbeni material bazilike in obdržal denar.
Leta 1514 je bil Arduino degli Arriguzzi izbran za arhitekta za izdelavo kupole. Njegov predlog je vključeval veliko kupolo, ki bi slonela na širini med stranskimi ladjami, kar je zahtevalo večje transepte in apside. Projekt je bil ocenjen kot preveč zapleten in po izgradnji prvih dveh stebrov in dveh trikotnih stebrov za kupolo je bilo delo ustavljeno. Po legendi je papež Pij IV. ustavil »megalomanske sanje« in namesto tega spodbudil gradnjo  Archiginnasio v Bologni. 

## Arhitektura

### Zunanjost
Bazilika je velika cerkev, ki meri 132 metrov v dolžino, 66 metrov v širino in 47 metrov v višino in je opisana kot »najbolj impozantna« cerkev v Bologni. Fasado je zasnoval Domenico da Varignana, leta 1538 pa jo je začel graditi Giacomo Ranuzzi. Vendar pa ostaja nedokončana.
Glavna vrata (Porta Magna) je okrasil Jacopo della Quercia iz Siene s prizori iz Stare zaveze na stebrih, osemnajstimi preroki na arhivoltih, prizori iz Nove zaveze na arhitravu ter Madono z otrokom, sv. Ambrožem in sv. Petronijem na timpanonu. Obdajajo ga dvoje stranskih vrat, z Vstajenjem Alfonsa Lombardija na levi in Polaganjem v grob Amica Aspertinija na desni.
Strop glavne ladje in apside sta bila dokončana leta 1663, načrtoval pa ju je Girolamo Rainaldi, vodil pa Francesco Martini. Nižje ladje oklepajo pravokotne stene. Prvi dve okni je oblikoval Antonio s pomočjo Francesca di Simoneja, Domenica da Milana, Pagna di Lapo Portigianija in Antonia di Simoneja. Zvonik je zasnoval Giovanni da Brensa in je bil zgrajen med letoma 1481 in 1487. Leta 2017 je bil predlog za dokončanje fasade studia Inter-Esse nagrajen s prvim mestom na mednarodnem natečaju stene CODE – Competitions for Designers and Con-fine Art.
- Podrobnosti dekoracije glavnih vrat Jacopa della Quercia, fotografiral Paolo Monti
- Izvirni greh
- Padec človeka
- Noetova barka
- Žrtvovanje Izaka
- Preroki na  arhivoltih
- Masaker nedolžnih

### Notranjost
Notranjost hrani Madono s svetniki Lorenza Coste mlajšega in Pietà Amica Aspertinija

#### Glavni oltar
V oltarju je leseno razpelo iz 15. stoletja. Zadaj freska Madone s sv. Petronijem Marcantonija Franceschinija in Luigija Quainija, risbe Cignanija (1672). Ciborij glavnega oltarja je leta 1547 zgradil Giacomo Barozzi da Vignola.
Leseni kor iz 15. stoletja je dokončal Agostino de 'Marchi. Obokanje in dekoracijo osrednje ladje je delo Girolama Rainaldija, ki ju je dokončal v letih 1646–1658

#### Stranske kapele
V ladji je dvaindvajset stranskih kapel:
1. Kapela sv. Abbondija, nekdanja Dieci di Balia – obnovljena v neogotskem slogu leta 1865. V tej kapeli je leta 1530 cesarja Karla V. okronal papež Klemen VII.
2. Kapela sv. Petronija, nekoč iz družin Cospi in Aldrovandi, ki jo je zasnoval Alfonso Torreggiani, zasnovana tako, da vsebuje relikvijo glave sv. Petronija.
3. Kapela sv. Iva, nekdanja družina San Brigida dei Foscherari: ima kipe Angela Piòja in slike Madone sv. Luke ter svetih Emidija in Iva Gaetana Gandolfija ter Prikazovanje Device sv. Francesci Romani avtor Alessandro Tiarini (1615). Na stebru sta dve uri, ena prvih v Italiji s korekcijo nihala (1758).
4. Kapela Treh kraljev, nekoč iz družine Bolognini: ima marmornato gotsko ograjo, ki jo je oblikoval Antonio di Vincenzo (1400); leseni oltar Triptih s sedemindvajsetimi figurami, ki jih je izrezljal in naslikal Jacopo di Paolo. Stene je poslikal Giovanni di Pietro Falloppi/Giovanni da Modena s ciklom, ki prikazuje epizode iz življenja sv. Petronia, zadnja stena, desna stena, Zgodbe Treh kraljev; levo steno, na vrhu Poslednja sodba s kronanjem Device v ovalu in kontroverzna Nebesa in pekel, Dantejeva upodobitev krajev, z velikansko figuro Luciferja.
5. Kapela sv. Sebastijana, nekoč družine Vaselli.
6. Kapela sv. Vincencija Ferrerja, nekdanjega družine Griffoni in Cospi-Ranuzzi: bronasti spomenik kardinala Giacoma Lercara, ki ga je izdelal Giacomo Manzù (1954).
7. Kapela sv. Jakoba, nekdanja družina Rossi in Baciocchi: Madono na oltarju je naslikal Lorenzo Costa (1492), istemu avtorju je pripisal zasnove vitrajev. Nagrobni spomenik s posmrtnimi ostanki princa Felixa Baciocchija in njegove žene Elise Bonaparte (1845).
8. Kapela sv. Roka, nekdanja družina Ranuzzi: vsebuje sv. Roka z darovalcem Parmigianina (1527).
9. Kapela sv. Mihaela, nekdanja družina Barbazzi in Manzoli: v njej je slika nadangela Mihaela, ki premaga padle angele, delo Denysa Calvaerta (1582).
10. Kapela sv. Rozalije, nekdanja šestnajsterica senata, zdaj mestna hiša: Tiarinijevo platno Slava svete Barbare.
11. Kapela svetega Bernardina stoji pred ohišjem orgel iz 15. stoletja, delo Lorenza da Prata, kapelo je leta 1531 poslikal Aspertini s Štirimi zgodbami svetega Petronija.
12. Kapela relikvij, nekdanja družina Zambeccari.
13. Kapela sv. Petra mučenika, prej Družba Beccari, z marmornato ograjo Francesca di Simoneja (konec 15. stoletja);
14. Kapela sv. Antona Padovanskega, nekdanja družina Saraceni in Cospi: kip sv. Antona Padovanskega, ki ga pripisujejo Jacopu Sansovinu.
15. Kapela Najsvetejšega zakramenta, nekdanja družina Malvezzi Campeggi, prezidana v 19. stoletju.
16. Kapela Brezmadežne, nekdanja družina Fantuzzi: secesijska dekoracija Achilleja Casanove.
17. Kapela sv. Hieronima, nekdanja družina Castelli: oltar sv. Hieronima, pripisan Lorenzu Costi.
18. Kapela sv. Lorenza, nekdanje družine Garganelli, Ratta in Pallotti: Pieta je naslikal Aspertini.
19. Kapela Križa, nekdanja Notai: z nabožnimi freskami, ki prikazujejo svetnike Francesca Lole, Giovannija Pietra Falloppija in Pietra Lianorija (XV). Okno je izdelal blaženi Fra Giacomo di Ulm, ki ga je oblikoval Michele di Matteo da Bologna.
20. Kapela sv. Ambroža, nekdanja Marsilijeva, s fresko v Vivarinijevem slogu (sredina 15. stoletja).
21. Kapela sv. Brigite, prej Pepolijevih: poliptih Tomaža Garellija (1477).
22. Kapela Gospe miru: Madona v istrskem kamnu Giovannija Ferabecha (1394).

## Glasba
Bologna je bila glavno središče baročne glasbe v Italiji. Glasbeno organizacijo je uradno ustanovil papež Evgenij IV. leta 1436; prvi redno plačani instrumentalisti so bili dodani v poznem 16. stoletju, v 17. stoletju pa je bil San Petronio znan po svoji sakralni instrumentalni in zborovski glasbi z dvojnimi velikima orglami, ki ju je leta 1476 dokončal Lorenzo da Prato in leta 1596 Baldassarre Malamini, oboje še vedno v izjemno originalnem stanju; knjižnica ostaja bogat arhivski repozitorij. Trije zaporedni maestri di cappella so zaznamovali veliko dobo glasbe v San Petroniu: Maurizio Cazzati (1657–71), Giovanni Paolo Colonna (1674–95) in Giacomo Antonio Perti (1696–1756). Sedanji mojster od leta 1996 je čembalist Sergio Vartolo, ki je revitaliziral klapo s serijo posnetkov za Naxos, Tactus, Brilliant Classics in Bongiovanni.

## Cassinijev meridian
V cerkvi je leta 1655 v tlaku leve ladje vrezana oznaka v obliki poldnevnika; izračunal in oblikoval ga je astronom Giovanni Domenico Cassini, ki je poučeval astronomijo na univerzi. Poldnevnik ne kaže časa: namesto tega je s svojo dolžino 66,8 metra eden največjih astronomskih instrumentov na svetu, ki omogoča meritve, ki so bile za tisti čas edinstveno natančne. Sončna svetloba, ki vstopa skozi 27,07 mm luknjo, postavljeno na 27,07 m višine v cerkveni steni, projicira eliptično podobo sonca, ki ob lokalnem poldnevu pade točno na črto poldnevnika in vsak dan se razlikujejo po položaju in velikosti. Položaj projicirane slike vzdolž črte omogoča natančno določitev dnevne nadmorske višine sonca opoldne, iz katere je Cassini lahko z izjemno natančnostjo izračunal astronomske parametre, kot so poševnost ekliptike, trajanje tropskega leta in čas enakonočij in solsticij. Po drugi strani pa je velikost projicirane sončne slike in zlasti njena stopnja variacije med letom omogočila Cassiniju prvo eksperimentalno preverjanje Keplerjevih zakonov gibanja planetov.
Cassini in Domenico Guglielmini sta leta 1695 objavila ilustrirano poročilo o tem, kako je bila narejena črta poldnevnika.

## Teroristična grožnja
Leta 2002 je bilo aretiranih pet moških, osumljenih, da so nameravali razstreliti baziliko. Moški naj bi bili povezani z Al Kaido. Tudi leta 2006 je načrte islamističnih teroristov za uničenje bazilike preprečila italijanska policija. Teroristi so trdili, da je notranja freska iz 15. stoletja žaljiva do islama. Freska, ki jo je naslikal Giovanni da Modena, prikazuje Mohameda v peklu, ki ga požrejo demoni.